# Nadieżda Szytikowa
Nadieżda Dienisowna Szytikowa z d. Arkadjewa (ros. Надежда Денисовна Шитикова z d. Аркадьева, ur. 15 września 1923 w Moskwie, zm. w 1995 tamże) – rosyjska florecistka reprezentująca ZSRR, złota medalistka mistrzostw świata.
Podczas mistrzostw świata w Londynie w 1956 roku Wiwietta Jagodina, Emma Jefimowa, Tamara Jewpłowa, Walentina Rastworowa, Nadieżda Szytikowa i Aleksandra Zabielina zwyciężyły w zawodach drużynowych. Był to jej jedyny medal wywalczony w zawodach tego cyklu.
Wystartowała na igrzyskach olimpijskich w Helsinkach w 1952 roku, gdzie w turnieju indywidualnym dotarła do ćwierćfinałów. W tej samej konkurencji na rozgrywanych cztery lata później igrzyskach olimpijskich w Melbourne odpadła w pierwszej rundzie. 